# Adelina de Olanda
Aleina Adelina de Olanda  (n. cca. 990 – d. cca. 1045) a fost o prințesă olandeză. Ea a fost fiică a contelui Arnulf I de Olanda cu Lutgarda de Luxemburg. Adelina a fost căsătorită prima dată cu contele Balduin al II-lea de Boulogne (cu care l-a avut ca fiu pe Eustațiu I de Boulogne), iar apoi cu Enguerrand I de Ponthieu.